# به هر قیمتی (فیلم)
به هر قیمتی (به انگلیسی: At Any Price) فیلم درام به کارگردانی و نویسندگی رامین بحرانی، محصول سال ۲۰۱۲ است. زک افران، دنیس کواید و هیتر گراهام بازیگران اصلی این فیلم هستند. این فیلم نامزد دریافت جایزهٔ شیر طلایی در شصت و نهمین جشنواره فیلم ونیز بود. سونی پیکچرز کلاسیکس در تاریخ ۲۴ آوریل ۲۰۱۳ فیلم را در آمریکا اکران کرد.

## خلاصه داستان
کسب و کار کشاورزی یک خانواده توسط یک بحران غیرمنتظره تهدید می‌شود. رابطهٔ بین پدر و پسر سرکش او در حال تخریب است. در جهان رقابتی از کشاورزی مدرن، هنری ویپل با اهداف بلند پروازانه اش از پسرش می‌خواهد که در این رقابت جهانی به او کمک کند تا بتوانند در این میدان رقابتی بزرگ پیروز شوند…

## بازیگران و شخصیت‌ها
- زک افران در نقش دین ویپل
- دنیس کواید در نقش هنری ویپل
- هیتر گراهام در نقش مردیت کرون
- کلنسی براون در نقش جیم جانسون
- مایکا مونرو در نقش کَدنس فارو